# Fish (rivière de Nouvelle-Zélande)
Pour les articles homonymes, voir Fish et Fish (rivière).
La rivière Fish (en anglais : Fish River) est un cours d'eau de la région d’Otago dans l’Île du Sud de la Nouvelle-Zélande.

## Géographie
C’est un affluent de la rivière Makarora, qui prend naissance à l’est du Mont Burke et s’écoule vers le sud-ouest à travers le Parc national du mont Aspiring, traversant la State Highway 6/S H 6 au niveau de la coordonnée 44° 6.97'S  169° 20’ 66'’ E , pour rejoindre la  rivière Makarora au sud du col de col de Haast (en).
La rivière fut dénommée par Julius von Haast en 1863,.  Charles Cameron avait remonté la rivière Fish quelques semaines plus tôt,